# رود توئید
رود توئید رودی در بریتانیا است که در کشورهای انگلستان و اسکاتلند جریان دارد.
این رود که از روستای توئیزمویر در اسکاتلند سرچشمه میگیرد و پس از طی ۱۵۶ کیلومتر در برویک-آپون-توئید، نورث‌آمبرلند به دریای شمال میریزد.

## نگارخانه

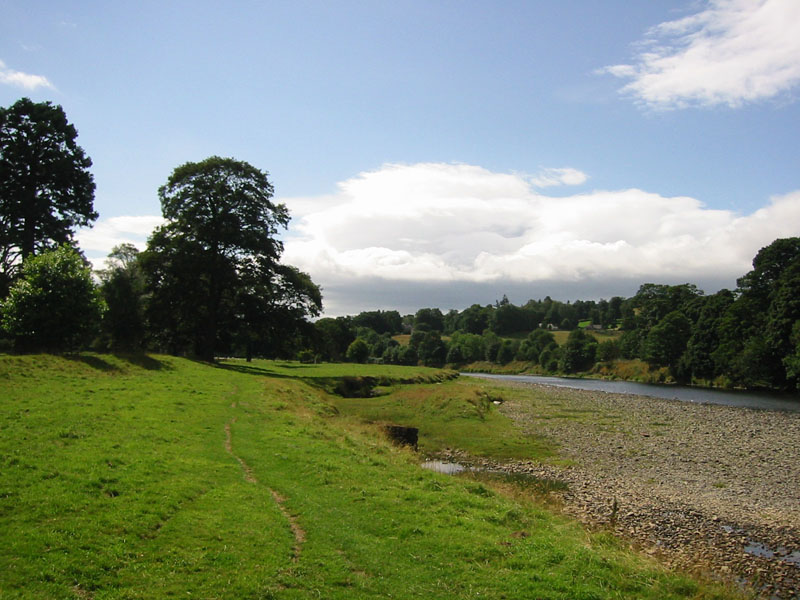
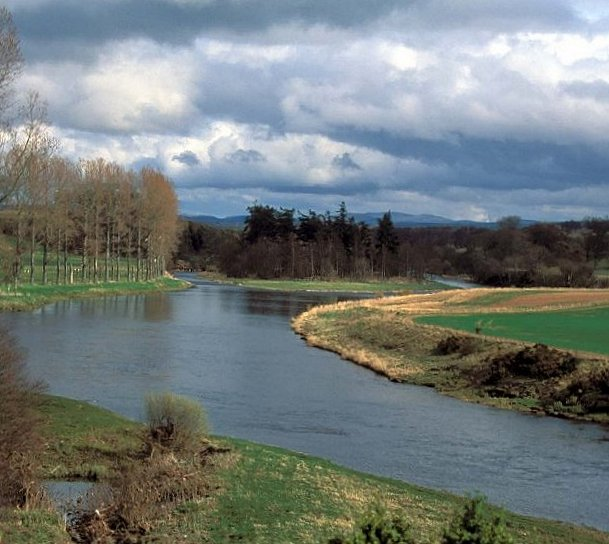
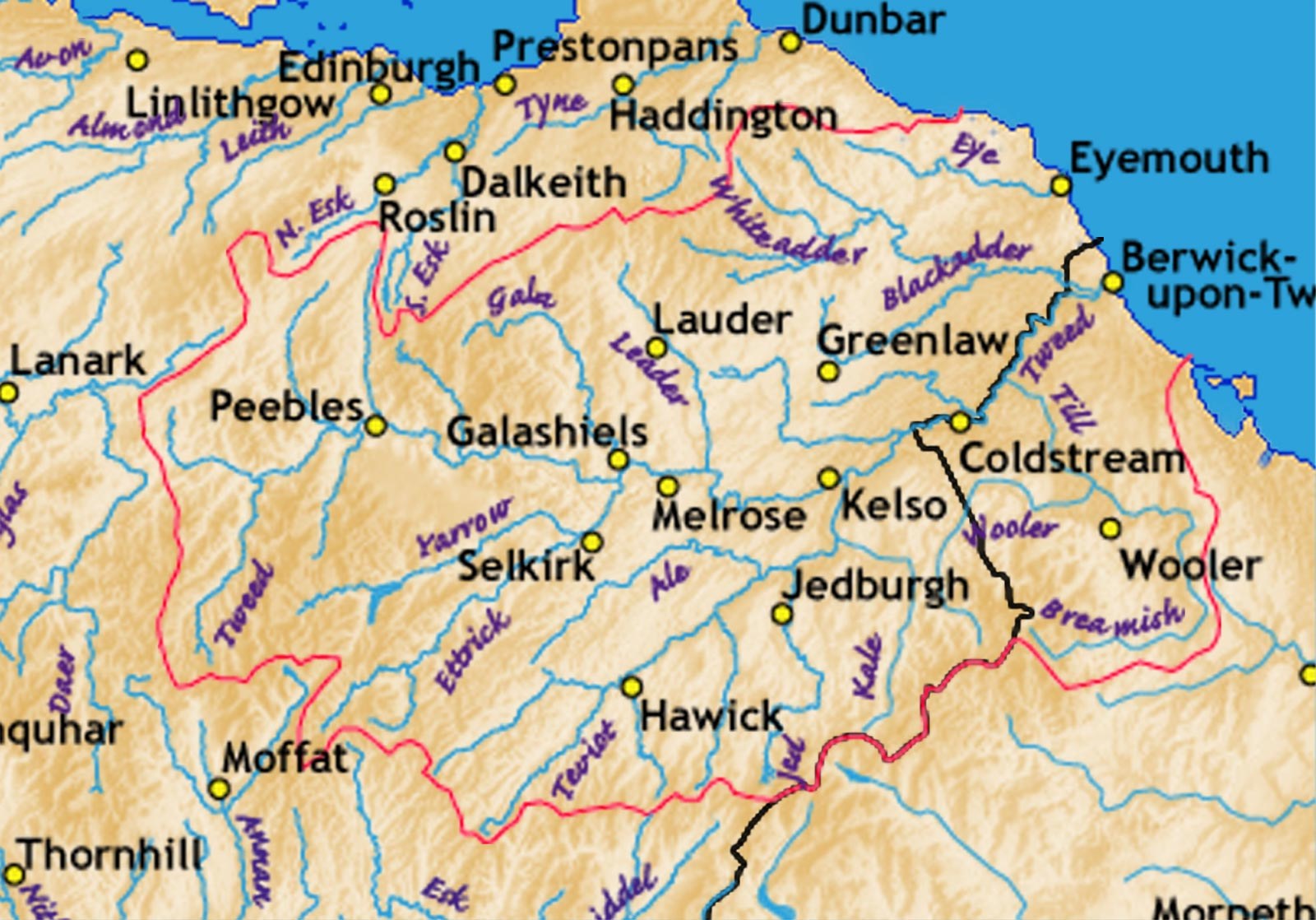